# Joyner Lucas
Gary „Joyner“ Lucas (* 17. August 1988 in Worcester, Massachusetts) ist ein US-amerikanischer Rapper und Sänger. Er wurde mit dem Stück Ross Capicchioni bekannt.

## Laufbahn

### Jugend
Lucas begann im Alter von zehn Jahren zu rappen. Den Anstoß dazu gaben ihm seine Vorbilder Eminem, The Notorious B.I.G., Nas und Method Man. Er besuchte die South High Community School in Worcester.

### Anfänge
Lucas trug zunächst den Künstlernamen G-Storm. Im Jahr 2007 änderte er seinen Künstlernamen zu Future Joyner und begann mit seinem Onkel Cyrus tha Great zu arbeiten und gründete die Gruppe Film Skool Rejekts. Gemeinsam veröffentlichten sie im selben Jahr das Mixtape Workprint: The Greatest Mixtape of All Time. Lucas veröffentlichte sein erstes eigenes Mixtape Listen 2 Me unter dem Künstlernamen Future Joyner im Jahr 2011. Nachdem sich aber der Rapper Future immer größerer Bekanntheit erfreute, folgte die Umbenennung zu Joyner Lucas.

### Steigende Bekanntheit
Lucas veröffentlichte am 5. April 2015 sein nächstes Mixtape Along Came Joyner mit dem Track Ross Capicchioni, der auf große Resonanz stieß. Nach dem Erfolg des Songs trat Lucas bei der BET-Hip-Hop-Awards-Cypher 2015 auf.
Lucas unterschrieb am 21. September 2016 bei Atlantic Records. Hier veröffentlichte er am 16. Juni 2017 zusammen sein Projekt 508-507-2209. Das Mixtape, welches unter anderem die Tracks I'm Sorry, Ultrasound und Winterblues enthält, erreichte Platz 7 der Heatseekers-Charts.
Am 28. November 2017 veröffentlichte Lucas seine Single I'm Not Racist auf seinem YouTube-Account, die sich viral verbreitete und bisher über 153 Millionen Aufrufe generierte (Stand: Oktober 2024). Lucas und Sänger Chris Brown gaben am 25. Februar 2018 ihr Vorhaben bekannt, ein Kooperationsalbum mit dem Titel Angels & Demons zu veröffentlichen. Hieraus wurde bereits am nächsten Tag der Track Stranger Things, I Don't Die und Just Let Go veröffentlicht.
Lucas trat 2018 als Featuring auf dem Song Lucky You von Eminems Album Kamikaze auf. Am 12. Oktober 2018 kündigte Lucas ein neues Projekt namens ADHD an. Er veröffentlichte am 17. Oktober 2018 die Single I Love aus seinem angekündigten Projekt ADHD.
Am 23. Dezember 2018 kündigte Lucas an, dass er mit Atlantic Records getrennte Wege geht.
Der 23. Oktober 2020 gilt als Erscheinungsdatum für Lucas’ EP Evolution, von welchem Falls Slowly (feat. Ashanti) und Snitch als Singleauskopplung erschienen sind. Das Projekt enthält 13 Songs und wurde am 17. August 2020 angekündigt.

## Diskografie

### Studioalben
- 2015: Along Came Joyner
- 2017: 508-507-2209
- 2020: ADHD
- 2024: Not Now I’m Busy
- 2025: ADHD 2

### EPs
- 2020: Evolution

### Singles
- 2016: I’m Sorry
- 2016: Ultrasound
- 2016: Winterblues
- 2017: I’m Not Racist (US: Gold)
- 2018: Stranger Things (feat. Chris Brown)
- 2018: I Love (US: Gold)
- 2019: Devil’s Work (US: Gold)
- 2019: Isis (feat. Logic)
- 2019: ADHD (US: Platin)
- 2020: Will (US: Gold)
- 2020: Will - Remix (feat. Will Smith)
- 2020: Fall Slowly (feat. Ashanti, US: Gold)
- 2020: Snitch
- 2024: Best for Me (feat. Jelly Roll)

## Auszeichnungen für Musikverkäufe
| Goldene Schallplatte - Australien - 2020: für die Single Isis - Dänemark - 2019: für die Single Lucky You - Frankreich - 2022: für die Single Lucky You - Italien - 2019: für die Single Lucky You - Neuseeland - 2022: für das Album ADHD - Norwegen - 2023: für die Single Isis - Vereinigte Staaten - 2022: für das Lied Revenge | Platin-Schallplatte - Australien - 2019: für die Single Lucky You - Kanada - 2018: für die Single Lucky You - Neuseeland - 2021: für die Single Stranger Things - Portugal - 2020: für die Single Lucky You 2× Platin-Schallplatte - Brasilien - 2024: für die Single Lucky You - Finnland - 2021: für das Lied Lucky You - Neuseeland - 2022: für die Single Lucky You |

Anmerkung: Auszeichnungen in Ländern aus den Charttabellen bzw. Chartboxen sind in ebendiesen zu finden.
| Land/RegionAuszeichnungen für Musikverkäufe (Land/Region, Auszeichnungen, Verkäufe, Quellen) | Silber  | Gold       | Platin       | Verkäufe   | Quellen              |
| -------------------------------------------------------------------------------------------- | ------- | ---------- | ------------ | ---------- | -------------------- |
| Australien (ARIA)                                                                            | —       | Gold1      | Platin1      | 105.000    | aria.com.au          |
| Brasilien (PMB)                                                                              | —       | —          | 2× Platin2   | 80.000     | pro-musicabr.org.br  |
| Dänemark (IFPI)                                                                              | —       | Gold1      | —            | 45.000     | ifpi.dk              |
| Finnland (IFPI)                                                                              | —       | —          | 2× Platin2   | 80.000     | Einzelnachweise      |
| Frankreich (SNEP)                                                                            | —       | Gold1      | —            | 100.000    | snepmusique.com      |
| Italien (FIMI)                                                                               | —       | Gold1      | —            | 25.000     | fimi.it              |
| Kanada (MC)                                                                                  | —       | —          | Platin1      | 80.000     | musiccanada.com      |
| Neuseeland (RMNZ)                                                                            | —       | Gold1      | 3× Platin3   | 97.500     | radioscope.co.nz NZ2 |
| Norwegen (IFPI)                                                                              | —       | Gold1      | —            | 30.000     | ifpi.no              |
| Österreich (IFPI)                                                                            | —       | Gold1      | —            | 15.000     | ifpi.at              |
| Portugal (AFP)                                                                               | —       | —          | Platin1      | 10.000     | Einzelnachweise      |
| Vereinigte Staaten (RIAA)                                                                    | —       | 9× Gold9   | 8× Platin8   | 12.500.000 | riaa.com             |
| Vereinigtes Königreich (BPI)                                                                 | Silber1 | —          | Platin1      | 800.000    | bpi.co.uk            |
| Insgesamt                                                                                    | Silber1 | 16× Gold16 | 19× Platin19 |            |                      |